# Budín (Rybníky)
Budín (německy Budin) je malá vesnice, část obce Rybníky v okrese Příbram ve Středočeském kraji. Nachází se asi 1,5 kilometru jihozápadně od Rybníků. Vesnicí protéká Kocába. Je zde evidováno 17 adres. V roce 2011 zde trvale žilo 61 obyvatel.
Budín leží v katastrálním území Rybníky o výměře 3,87 km².

## Historie
První písemná zmínka o vesnici pochází z roku 1720.

## Obyvatelstvo
| Rok            | 1869 | 1880 | 1890 | 1900 | 1910 | 1921 | 1930 | 1950 | 1961 | 1970 | 1980 | 1991 | 2001 | 2011 | 2021 |
| -------------- | ---- | ---- | ---- | ---- | ---- | ---- | ---- | ---- | ---- | ---- | ---- | ---- | ---- | ---- | ---- |
| Počet obyvatel | 33   | 40   | 52   | 40   | 31   | 39   | 40   | 23   | 29   | 24   | 27   | 22   | 23   | 61   | 85   |
| Počet domů     | 6    | 7    | 7    | 7    | 7    | 7    | 7    | 7    | 7    | 7    | 6    | 7    | 7    | 23   | 30   |

## Obecní správa
Při sčítání lidu v letech 1850–1929 Budín byl osadou obce Drhovy v okrese Příbram. V letech 1930–1987 byl osadou obce Rybníky, se kterým patřil nejprve do okresu Příbram, ale v roce 1950 v okrese Dobříš a od roku 1960 opět v okrese Příbram. Od 1. ledna 1988 do 31. prosince 1991 byl částí města Dobříš v okrese Příbram. Od 1. ledna 1992 je opět částí obce Rybníky v okrese Příbram.